# Interactive Dialogue Model
Gli Interactive Dialogue Model, meglio conosciuti come IDM sono dei diagrammi che costituiscono un supporto alla fase progettuale di applicazioni web.

## Storia
Nascono da una collaborazione tra il laboratorio HOC del Politecnico di Milano ed il TEC-Lab dell'Università della Svizzera italiana. Costituiscono un'evoluzione diretta della metodologia di progettazione W2000 che sua volta derivata da HDM e HDM+.
Gli IDM sono stati studiati per facilitare la progettazione di applicazioni ipermediali efficaci che possano rispondere in maniera mirata agli scopi prefissati. Sono utili perché garantiscono una corretta e mirata strutturazione logica di tutta la fase progettuale che precede l'implementazione garantendo risparmi di risorse economiche e temporali.

## Descrizione
All'interno di questa metodologia di progettazione l'interazione tra applicazione ed utente è vista come un dialogo e pertanto, nella modellazione logica che precede l'implementazione, si seguono tre principali linee di indagine:
- Quale può essere il dialogo tra utente ed applicazione?
- Quali sono i cambi di argomento rilevanti?
- Quali sono le diverse strategie per organizzare questo dialogo?

Questa ricerca evolve attraverso tre diagrammi modellati in sequenza:
- C-IDM: sintetizza una modellazione concettuale dell'intera applicazione volta ad evidenziare i contenuti ed i servizi offerti dall'applicazione, la struttura dell'informazione e l'architettura navigazionale generale.
- L-IDM: si basa sul C-IDM e sintetizza una modellazione logica dove viene evidenziata in maniera chiara e dettagliata la strutturazione delle informazioni.
- P-IDM: si basa sul L-IDM e sintetizza in maniera astratta l'architettura dialogica-navigazionale complessiva dell'applicazione web e la struttura informativa e navigazionale di ciascuna pagina. In pratica un L-IDM sfocia nella visione d'insieme di tutte le pagine e dei relativi contenuti associati dell'applicazione web da sviluppare.

## Vantaggi
I vantaggi di una progettazione supportata da IDM sono:
- Facilità dell'attività di brainstorming tra i progettisti.
- Facilità nel tracciare e documentare i requisiti dell'applicazione.
- Facilità nell'esporre la progettazione agli attori del sistema che ruota attorno all'applicazione.